# Oropedio Lassithiou
Oropedio Lassithiou (tiếng Hy Lạp: ?) là một khu tự quản ở vùng Kríti, Hy Lạp. Khu tự quản Oropedio Lassithiou có diện tích 130 km², dân số theo điều tra ngày 18 tháng 3 năm 2001 là 3067 người.